# Wskaźniki sprawności zarządzania aktywami
Wskaźniki sprawności zarządzania aktywami − wskaźniki służące do oceny sprawności zarządzania aktywami przedsiębiorstwa.

## Rodzaje wskaźników
- Wskaźnik obrotu zapasami
- Wskaźnik cyklu obrotu zapasami w dniach
- Wskaźnik rotacji należności
- Wskaźnik cyklu regulowania należności
- Wskaźnik rotacji środków trwałych
- Wskaźnik rotacji majątku